# Xindian
Lo Xindian (cinese tradizionale: 新店溪; daighi tongiong pingim: Sindiàm ke) è un fiume di Taiwan, che scorre per 82 km a settentrione attraverso la contea e la città di Taipei. La diga Feitsui interrompe il fiume a sudest della capitale.

## Panoramica
Lo Xindian è uno dei tre maggiori affluenti del fiume Danshui, il cui affluente maggiore è il Beishi. Lo Xindian scorre attraverso la città omonima fino al fiume Nanshi, al quale si unisce venendo a chiamarsi effettivamente "fiume Xindian". Successivamente il suo percorso gira verso nord e si unisce con il fiume Chingmei, prima di unirsi al fiume Dahan e sfociare nel citato fiume Danshui.
Il fiume Xindian è una delle maggiori fonti di acqua potabile della città di Taipei. Secondo il Taipei City Running Water Center, più di 4 milioni di abitanti della capitale ottengono il 97% dell'acqua che bevono da questo fiume, la cui acqua viene depurata nella diga Feitsui.
Il primo ponte sullo Xindian, lungo 200m, è stato costruito nel 1937 e collega la città di Zhonghe a quella di Xindian. Attualmente il fiume conta un totale di 22 ponti.